# Damernas BMX vid olympiska sommarspelen 2012
Damernas BMX vid olympiska sommarspelen 2012 avgjordes den 8-10 augusti 2012 i London.

## Medaljörer
| Event        | Guld                   | Silver                   | Brons                        |
| Damernas BMX | Mariana Pajón Colombia | Sarah Walker Nya Zeeland | Laura Smulders Nederländerna |

## Resultat

### Seedningsomgång
| Rank | Namn                        | Tid    | Noteringar |
| ---- | --------------------------- | ------ | ---------- |
| 1    | Caroline Buchanan (AUS)     | 38.434 |            |
| 2    | Sarah Walker (NZL)          | 38.644 |            |
| 3    | Mariana Pajón (COL)         | 38.787 |            |
| 4    | Laëtitia Le Corguillé (FRA) | 38.976 |            |
| 5    | Shanaze Reade (GBR)         | 39.368 |            |
| 6    | Laura Smulders (NED)        | 39.420 |            |
| 7    | Magalie Pottier (FRA)       | 39.778 |            |
| 8    | Alise Post (USA)            | 39.890 |            |
| 9    | Lauren Reynolds (AUS)       | 40.045 |            |
| 10   | Aneta Hladíková (CZE)       | 40.846 |            |
| 11   | Romana Labounková (CZE)     | 41.096 |            |
| 12   | Stefany Hernandez (VEN)     | 41.253 |            |
| 13   | Sandra Aleksejeva (LAT)     | 41.752 |            |
| 14   | Vilma Rimšaitė (LTU)        | 42.162 |            |
| 15   | Squel Stein (BRA)           | 42.995 |            |
| –    | Brooke Crain (USA)          |        | DNF        |

### Semifinaler

#### Semifinal 1
| Placering | Namn                        | 1:a loppet   | 2:a loppet   | 3:e loppet | Totalt | Noteringar |
| --------- | --------------------------- | ------------ | ------------ | ---------- | ------ | ---------- |
| 1         | Caroline Buchanan (AUS)     | 38.276 (1)   | 40.296 (2)   | 38.482 (1) | 4      | Q          |
| 2         | Shanaze Reade (GBR)         | 39.029 (2)   | 38.858 (1)   | 38.634 (2) | 5      | Q          |
| 3         | Brooke Crain (USA)          | 40.668 (5)   | 41.029 (4)   | 40.099 (5) | 14     | Q          |
| 4         | Laëtitia Le Corguillé (FRA) | 39.902 (4)   | 1:20.324 (8) | 38.759 (3) | 15     | Q          |
| 5         | Stefany Hernandez (VEN)     | 1:12.935 (8) | 40.513 (3)   | 39.466 (4) | 15     |            |
| 6         | Alise Post (USA)            | 39.495 (3)   | 51.752 (7)   | DNF (8)    | 18     |            |
| 7         | Sandra Aleksejeva (LAT)     | 42.030 (7)   | 43.159 (6)   | 42.855 (6) | 19     |            |
| 8         | Lauren Reynolds (AUS)       | 41.103 (6)   | 41.441 (5)   | DNF (8)    | 19     |            |

#### Semifinal 2
| Placering | Namn                    | 1:a loppet | 2:a loppet | 3:e loppet | Totalt | Noteringar |
| --------- | ----------------------- | ---------- | ---------- | ---------- | ------ | ---------- |
| 1         | Mariana Pajón (COL)     | 38.759 (1) | 38.749 (1) | 38.845 (1) | 3      | Q          |
| 2         | Magalie Pottier (FRA)   | 39.342 (2) | 38.828 (2) | 39.048 (2) | 6      | Q          |
| 3         | Laura Smulders (NED)    | 39.886 (4) | 39.175 (3) | 39.660 (4) | 11     | Q          |
| 4         | Sarah Walker (NZL)      | 39.905 (5) | 39.348 (4) | 39.344 (3) | 12     | Q          |
| 5         | Aneta Hladíková (CZE)   | 39.728 (3) | 40.393 (6) | 43.752 (7) | 16     |            |
| 6         | Romana Labounková (CZE) | 40.624 (6) | 39.883 (5) | 40.777 (6) | 17     |            |
| 7         | Vilma Rimšaitė (LTU)    | 41.789 (7) | 40.897 (7) | 40.400 (5) | 19     |            |
| 8         | Squel Stein (BRA)       | DNF (8)    | DNS (10)   | DNS (10)   | 28     |            |

### Final
| Placering | Namn                        | Tid    |
| --------- | --------------------------- | ------ |
| 1         | Mariana Pajón (COL)         | 37.706 |
| 2         | Sarah Walker (NZL)          | 38.133 |
| 3         | Laura Smulders (NED)        | 38.231 |
| 4         | Laëtitia Le Corguillé (FRA) | 38.476 |
| 5         | Caroline Buchanan (AUS)     | 38.903 |
| 6         | Shanaze Reade (GBR)         | 39.247 |
| 7         | Magalie Pottier (FRA)       | 39.395 |
| 8         | Brooke Crain (USA)          | 40.286 |